# El Rio (Bobbejaanland)
El Rio is een rapid river in het Belgische attractiepark Bobbejaanland en staat in het themagebied Desperado City.
De wildwaterbaan bestaat uit vijftien boten. Per boot is er plaats voor maximaal negen bezoekers. Tijdens de rit komt men twee speciale effecten tegen. In het begin werd men opgetakeld door een rad en glijdt het bootje van een glijbaan af. Dit rad is in 2002 buiten gebruik genomen en werd in 2017-2018 verwijderd. De baan heeft een lengte van 320 meter en heeft een hoogte van tien meter. Het tweede speciale effect bevindt zich halverwege El Rio. Hier vaart het bootje om een draaikolk, waarna het via een afdaling onder de draaikolk door gaat.
De bouwkosten bedroegen circa € 3,5 miljoen.

## Galerij

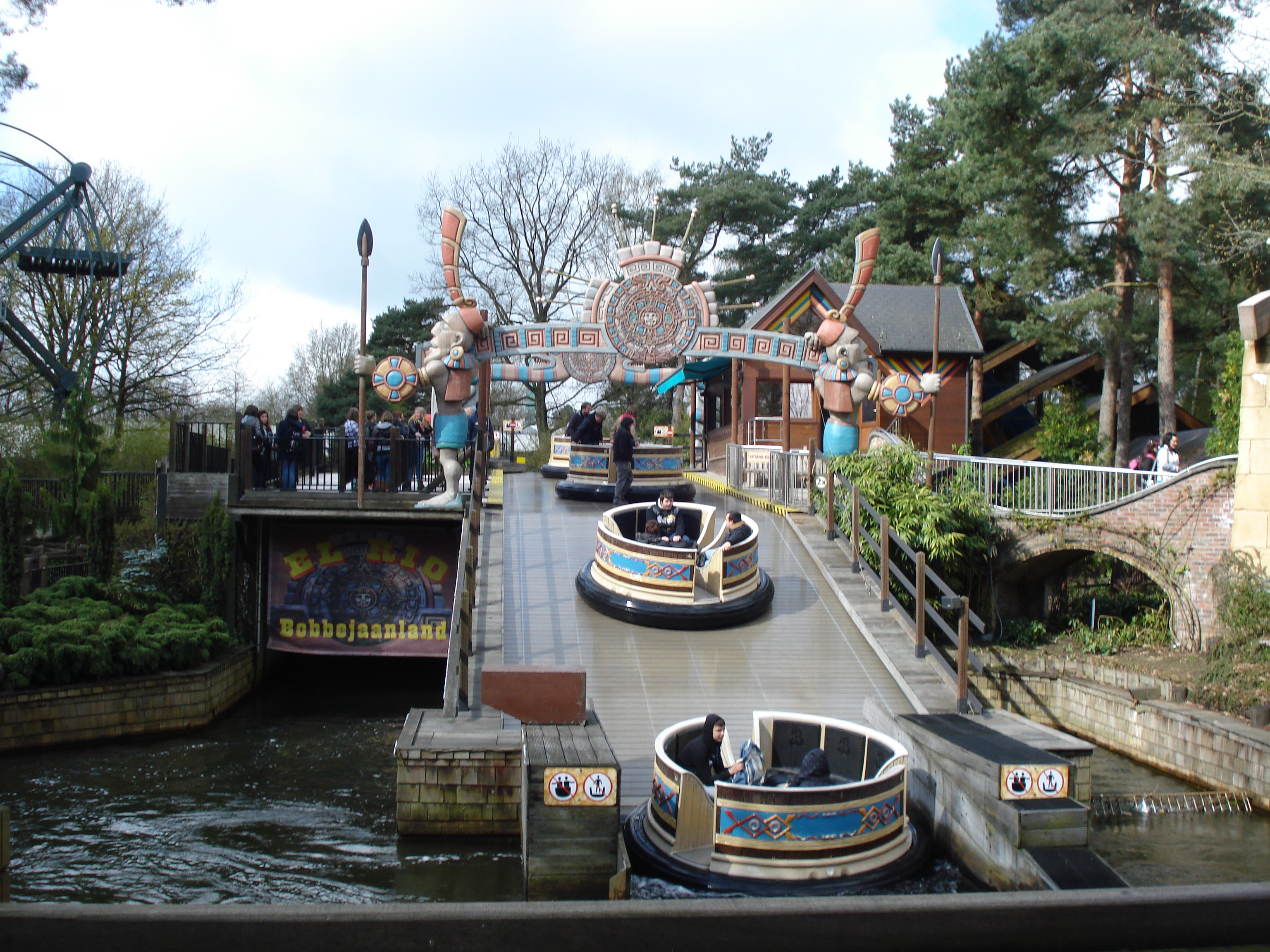
Station
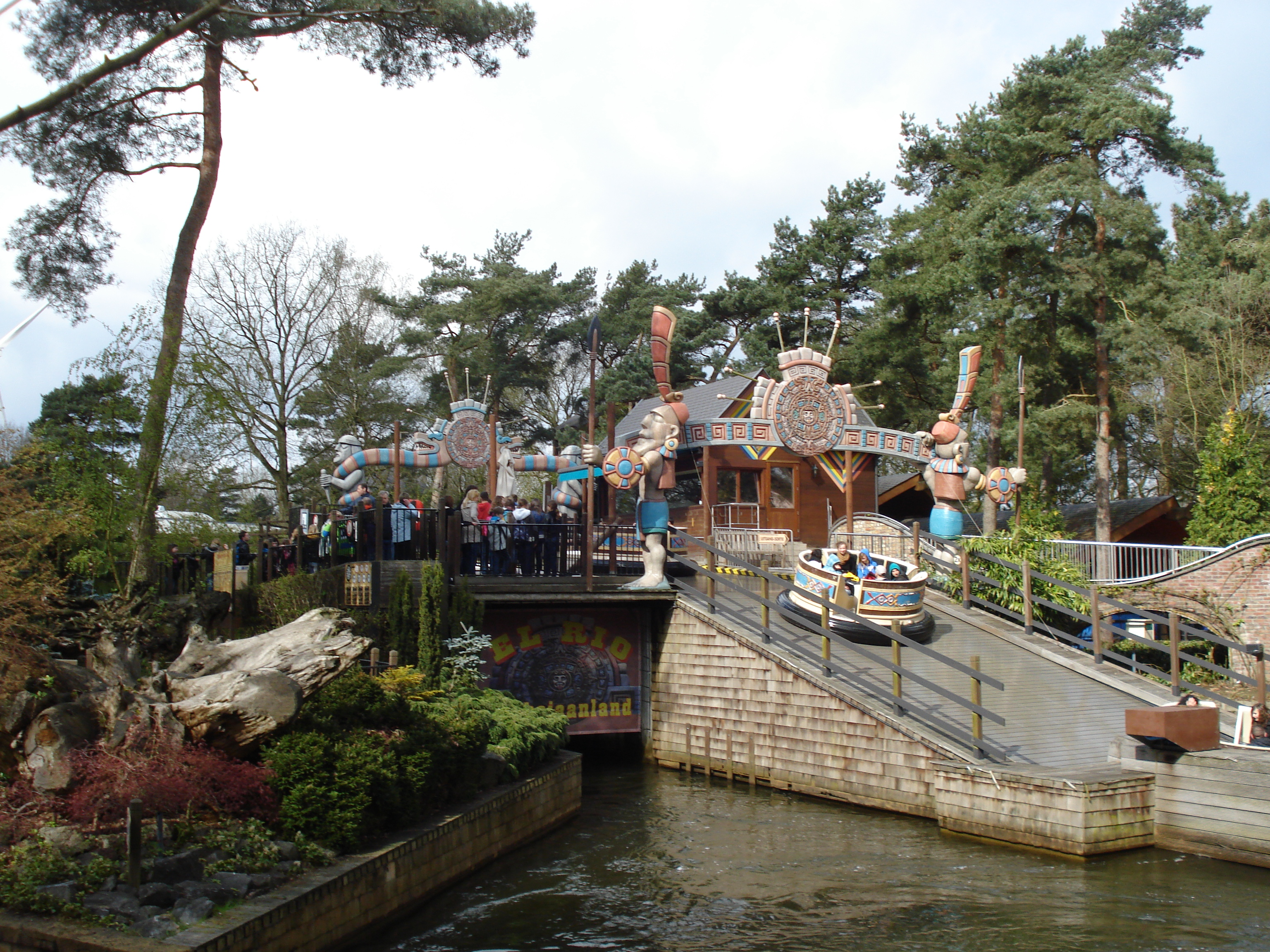
Station
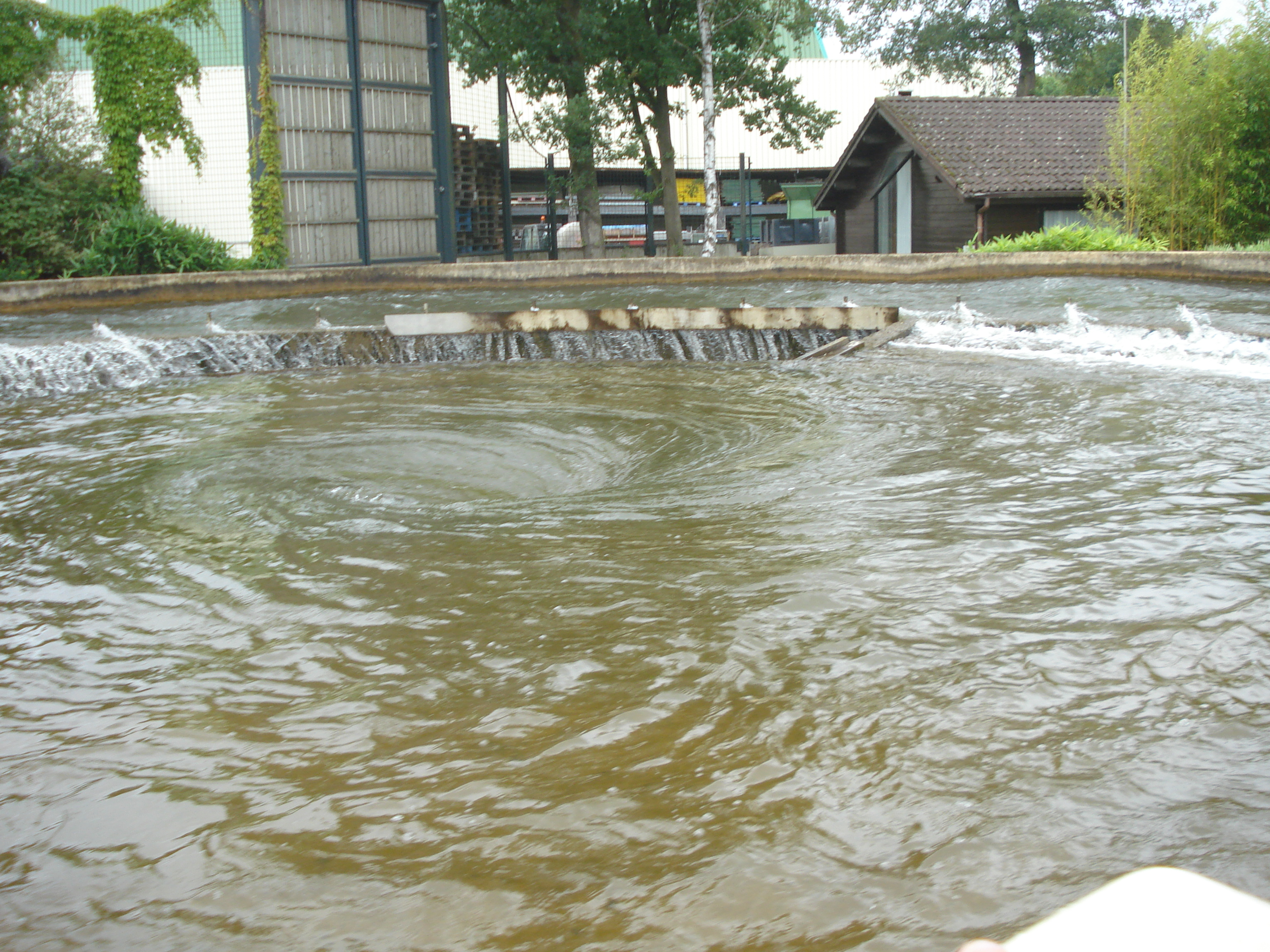
Draaikolk